# Antonio Zanchi
Pour les articles homonymes, voir Zanchi.
Antonio Zanchi (prononcé : [anˈtɔːnjo ˈdzaŋki] Este, 1631-1722) est un peintre italien baroque de l'école vénitienne.

## Biographie
Antonio Zanchi fait son apprentissage auprès de Francesco Ruschi et a été influencé par Giovan Battista Langetti.
La vigueur de son clair-obscur et la tonalité dramatique de ses œuvres, l'imposent dans les années 1660 comme un des meilleurs représentants du courant des tenebrosi. L'importante commande de deux toiles de grandes dimensions, dites teleri, pour la Scuola Grande de San Rocco en 1666, lui valent une grande réputation. Son chef-d'œuvre est celui sur la Peste à Venise.
Parmi ses élèves on note Francesco Trevisani et Antonio Molinari.

## Œuvres

### En Italie
- Brescia
  - Le Martyre de saint Barthelemy, huile sur toile, église Saint-Nazaire-et-Saint-Celse de Brescia
- Padoue
  - Le Martyre de Daniel de Padoue, 1677, Santa Giustina
- Ponzano Veneto
  - retable de  Assomption
- Trévise
  - Le couronnement de la Vierge , 1667- église San Vito (it) de Trévise
- Venise
  - Tableaux pour l'église Santa Maria del Giglio
  - Trois tableaux pour la Scuola Grande dei Carmini, illustrant les miracles attribué à Notre-Dame du Mont-Carmel : Le miracle du Puits ; Le tournoie du Prince de Sulmone ; La guérison miraculeuse
  - L'Expulsion des marchands du Temple, 1667, huile sur toile, 250 × 640 cm, Ateneo Veneto (en). Réalisée pour la sacristie de la Scuola de Santa Maria della Consolazione e San Girolamo[3].
  - Salle Tommaseo de l'Ateneo veneto : Jugement dernier; Jésus chassant les marchands du temple

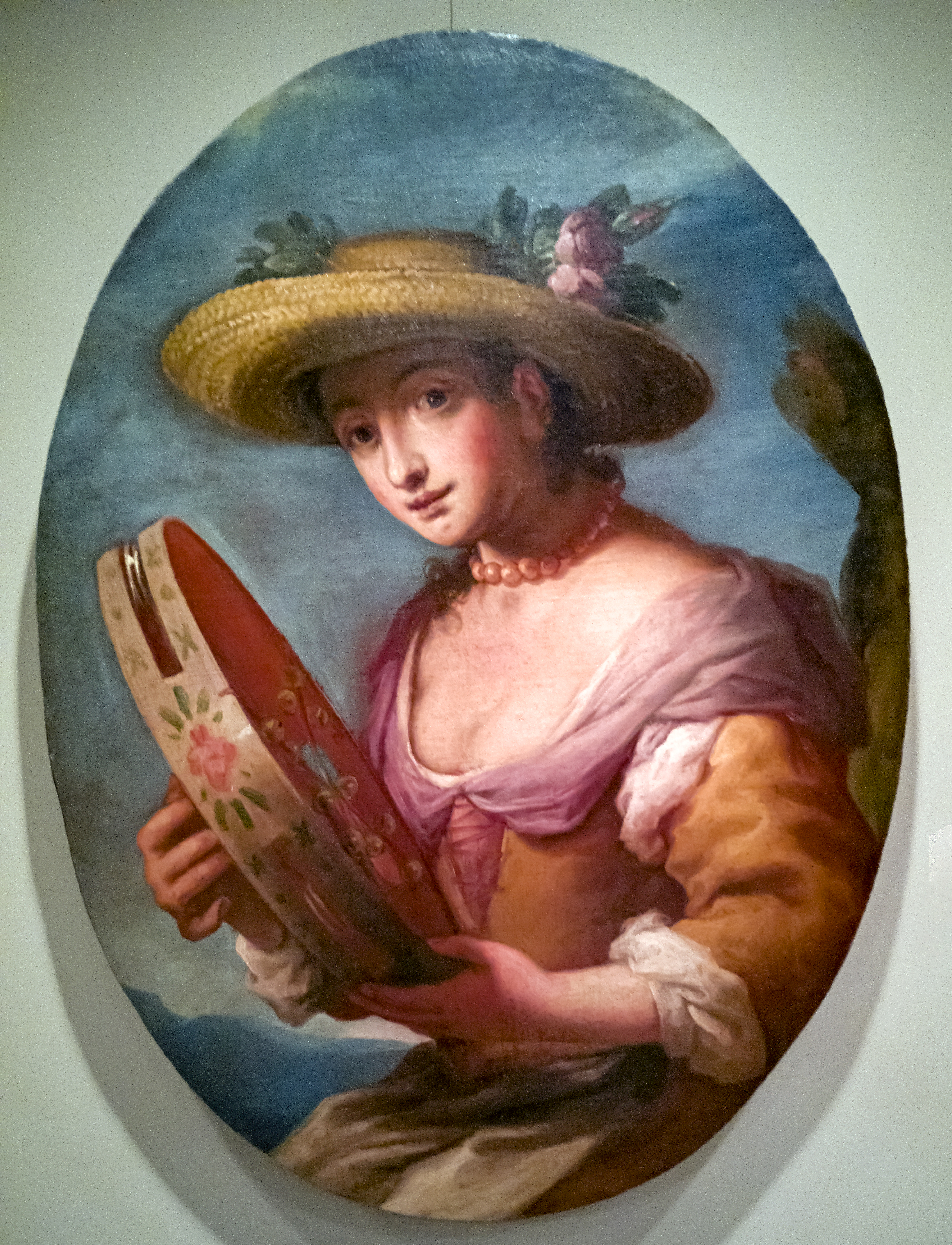
La jeune fille au tambourin  - Pinacoteca Egidio Martini Venise
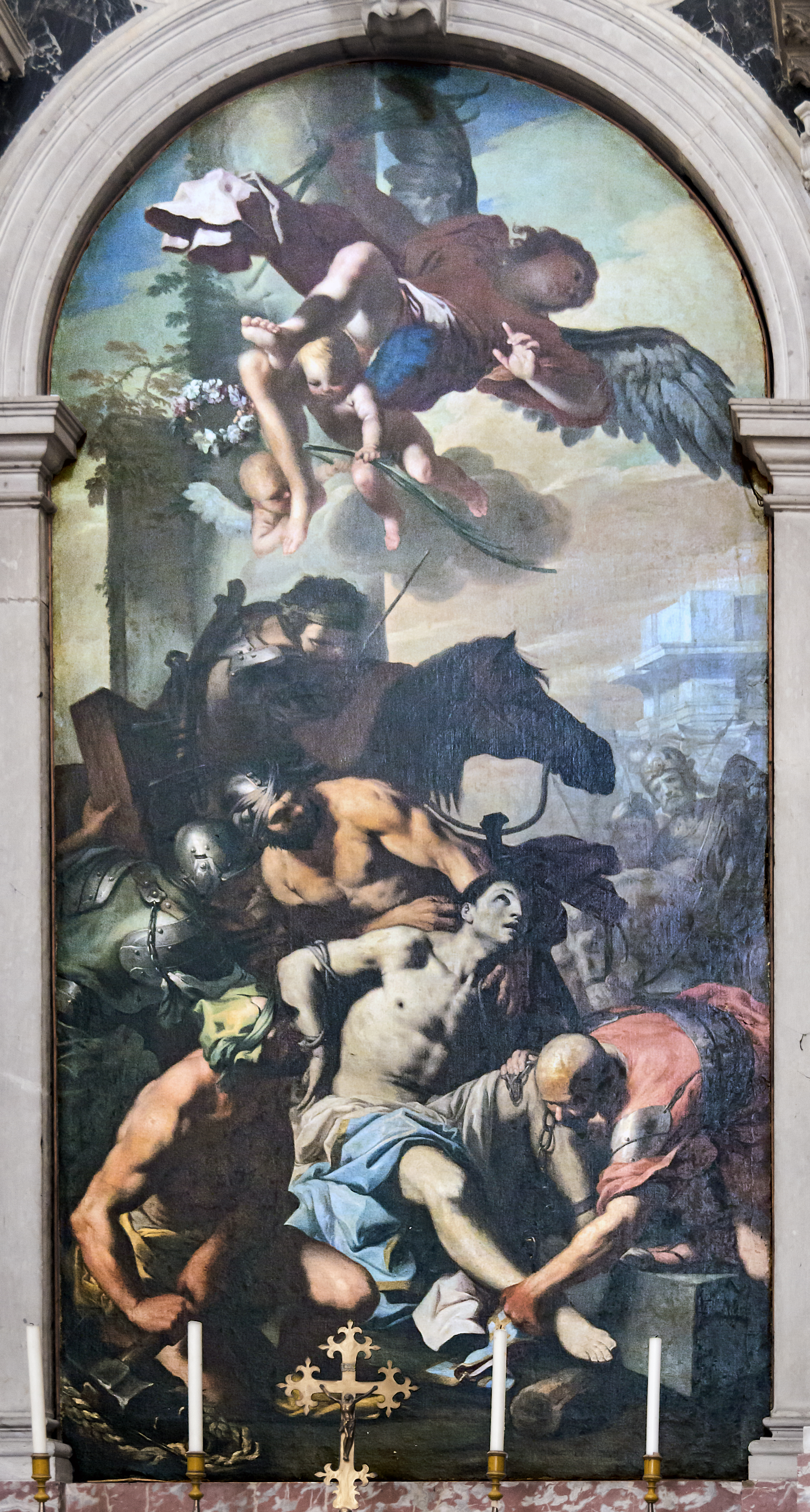
Le martyre de Daniel de Padoue Santa Giustina (Padoue)
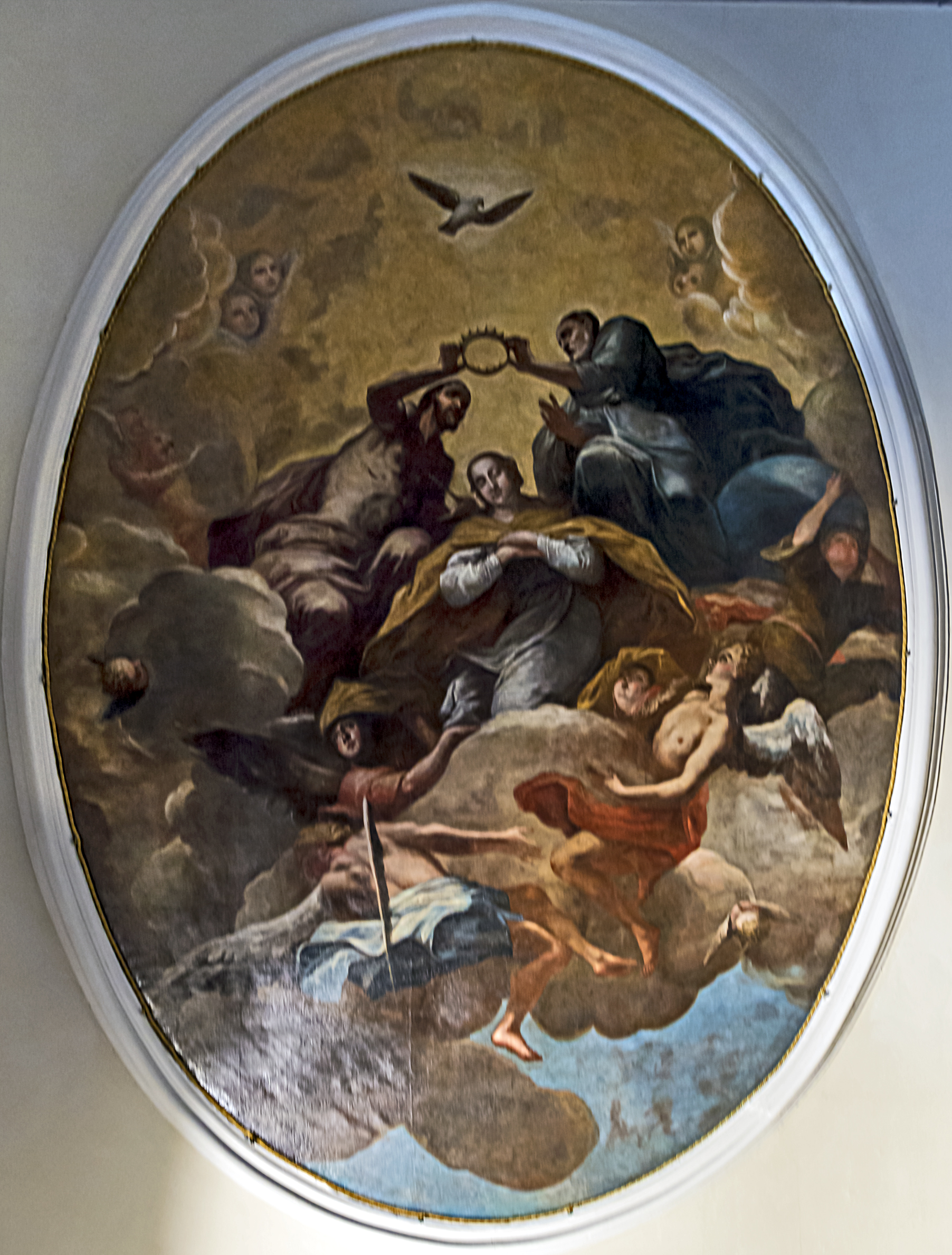
Le couronnement de la Vierge - église San Vito de Trévise
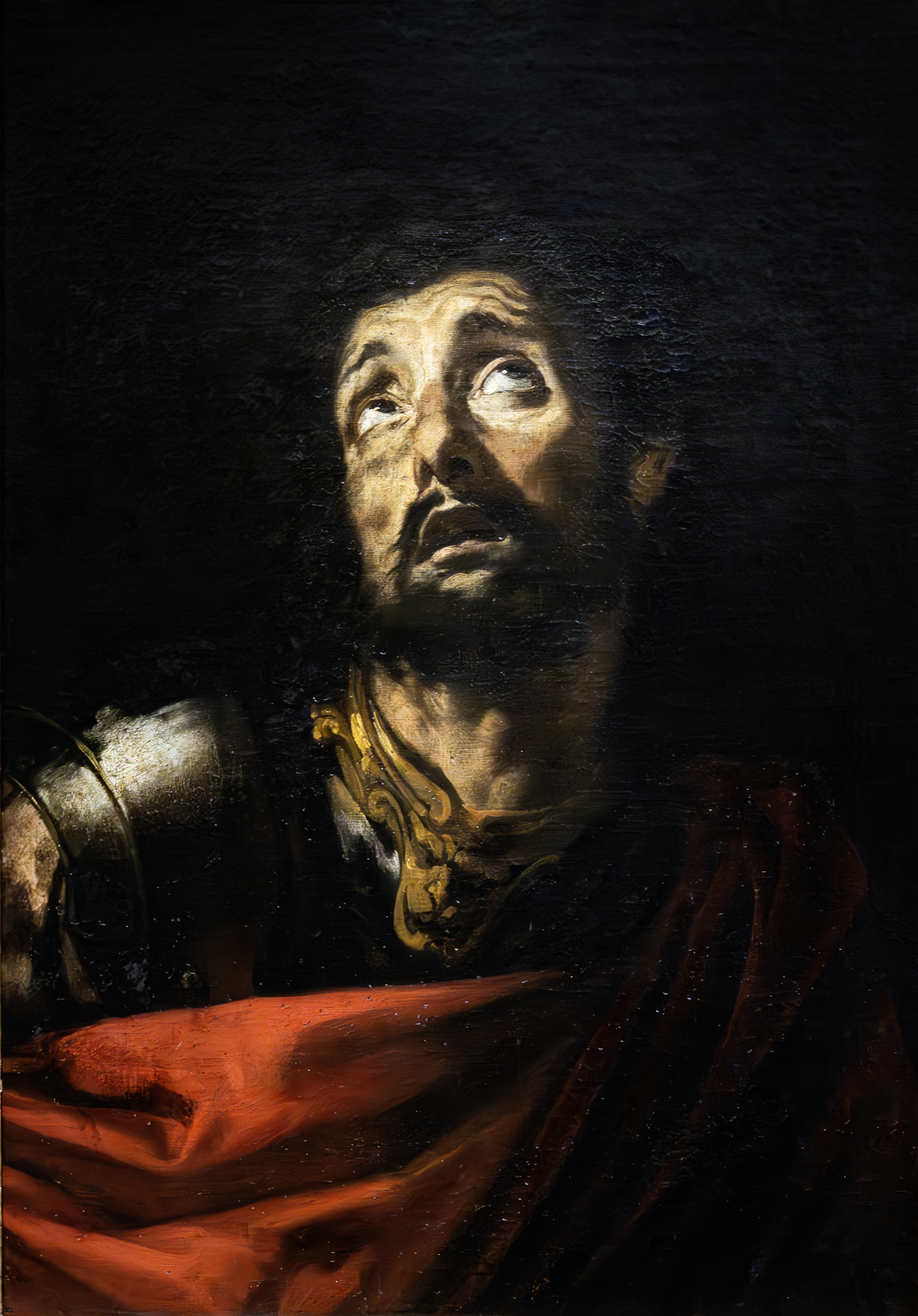
Tête de guerrier - Museo civico di Santa Caterina - Trévise
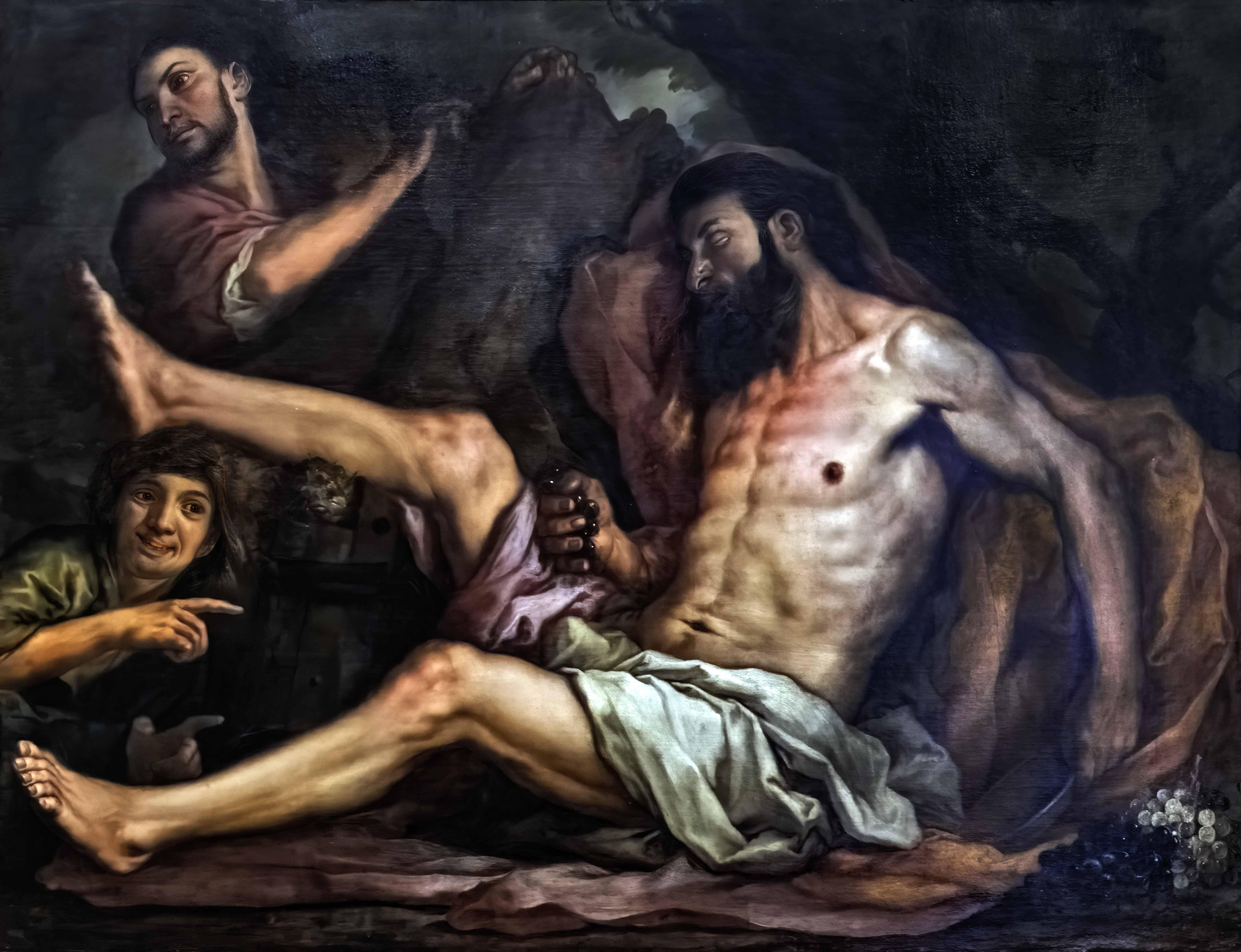
L'ivresse de Noé - Museo civico di Santa Caterina - Trévise

### Reste du Monde
- Retable à l'église des Théatins, Munich (détruit pendant les bombardements alliés)
- La Mort de Lucrèce, Saint-Quentin (Aisne), musée Antoine-Lécuyer.